# 小川英彦
小川 英彦（おがわ ひでひこ、1957年 - ）は、日本の教育学者。愛知教育大学教授を経て、愛知教育大学名誉教授(称号記第362号)。
愛知教育大学代議員・評議員・講座代表(幼児教育講座)。全国保育士養成協議会表彰(第1283号)。至学館大学特任教授。

## 人物・来歴
名古屋市生まれ。愛知教育大学大学院修士課程修了。1983年名古屋市立の特別支援学級、特別支援学校教諭。1990年愛知教育大学情緒障害教育教員養成課程(1年課程)。1996年岡崎女子短期大学専任講師，助教授、2003年愛知教育大学助教授、06年教授、2012-14年愛知教育大学附属幼稚園長（兼任）。 障害児保育と教育の内容・方法研究、歴史研究。
兵庫教育大学大学院、同朋大学大学院、愛知教育大学、愛知県立女子短期大学、岡崎女子大学、至学館大学、東海学園大学、同朋大学、岡崎女子短期大学、修文大学短期大学部の非常勤。
文部科学省　教員組織審査認定　愛知教育大学大学院教育学研究科マル合教授。

## 著書
- 『障害児教育福祉の歴史 先駆的実践者の検証』三学出版、2014.5
- 『障害児教育福祉史の記録 アーカイブスの活用へ』三学出版, 2016.12
- 『障害児教育福祉の地域史 名古屋・愛知を対象に』三学出版, 2018.8
- 『障害児教育福祉の通史 名古屋の学校・施設の歩み』三学出版, 2019.3
- 『障害児教育福祉史の資料集成 戦前の劣等児・精神薄弱児教育』三学出版, 2020.3
- 『障害児教育福祉史の人物 保育・教育・福祉・医療で支える』三学出版, 2020.9
- 『障害児教育福祉史の偉人伝 愛知の障害児者支援への尽力』三学出版, 2021.7

### 共編著
- 『子どもの援助と子育て支援 児童福祉の事例研究』 (「子どもの権利条約」時代の児童福祉 改訂版) 長谷川眞人,神戸賢次共編著. ミネルヴァ書房, 2001.5
- 『障害のある子どもの理解と親支援 親と教師のために』(障害児教育にチャレンジ) 川上輝昭共編著. 明治図書出版, 2005.12
- 『特別支援教育の子ども理解と授業づくり 授業づくりを「楽しく」始める教師になる』 (特別支援教育キャリアアップシリーズ) 高橋浩平,新井英靖、広瀬信雄,湯浅恭正共編著. 黎明書房, 2007.11
- 『特別支援教育の授業を組み立てよう 授業づくりを「豊かに」構想できる教師になる』 (特別支援教育キャリアアップシリーズ) 新井英靖, 高橋浩平,広瀬信雄, 湯浅恭正共編著. 黎明書房, 2007.12
- 『障害児をはぐくむ楽しい保育 子どもの理解と音楽あそび』伊藤嘉子共著. 黎明書房, 2007.3
- 『障害のある乳幼児の保育方法』伊勢田亮,倉田新共編. 明治図書出版, 2008.6
- 『特別支援教育のカリキュラム開発力を養おう 授業を「深める」ことのできる教師になる』 (特別支援教育キャリアアップシリーズ) 湯浅恭正, 新井英靖,高橋浩平,広瀬信雄共編著. 黎明書房, 2008.7
- 『幼児期・学齢期に発達障害のある子どもを支援する 豊かな保育と教育の創造をめざして』編著. ミネルヴァ書房, 2009.11
- 『気になる幼児の保育と遊び・生活づくり』小川英彦 他編. 黎明書房, 2011.4
- 『保育士をめざす人の福祉施設実習 新・保育士養成カリキュラム』愛知県保育実習連絡協議会「福祉施設実習」編集委員会, 伊藤貴啓共編. みらい, 2011.4
- 『気になる子どもと親への保育支援 発達障害児に寄り添い心をかよわせて』編著. 福村出版, 2011.9
- 『基礎から学ぶ社会的養護』加藤孝正共編著. ミネルヴァ書房, 2012.4
- 『気になる子ども・発達障害幼児の保育を支えるあそび55選』編著. 福村出版, 2014.9
- 『基礎から学ぶ障害児保育』編著. ミネルヴァ書房, 2017.4
- 『保育士・幼稚園教諭のための障害児保育キーワード100 ポケット判』編. 福村出版, 2017.9
- 『コンパス障害児の保育・教育』武藤久枝共編著. 建帛社, 2018.4
- 『保育士をめざす人の社会的養護 1 新版』辰己隆,波田埜英治 編集, 小川英彦 [ほか] 執筆. みらい, 2020.3
- 『ダイバーシティ・インクルージョン保育』田中謙共編著. 三学出版, 2022.8